# Wyszkow
Wyszkow (ros. Вышков) – osiedle typu miejskiego w Rosji, w obwodzie briańskim, w rejonie złynkowskim. W 2010 liczyło 2700 mieszkańców.